# Żółkiew (hromada)
Żółkiew – hromada terytorialna w rejonie lwowskim obwodu lwowskiego Ukrainy. Siedzibą hromady jest miasto Żółkiew.
Hromadę utworzono  w ramach reformy decentralizacji.

## Miejscowości hromady
W skład hromady wchodzi miasto Żółkiew i 48 miejscowości

- Żółkiew – miasto, centrum hromady
- Biesiady
- Błyszczywody
- Borowe
- Czystopilla
- Dąbrowa
- Derewnia
- Dernówka
- Dzibułki
- Fujna
- Glińsko
- Hałasie
- Hory
- Kazumin
- Kopanka
- Kozulka
- Krechów
- Kropy
- Kruta Dołyna
- Kulawa
- Lipniki
- Lubella
- Macoszyn
- Majdan
- Mokrotyn
- Nahorce
- Nowa Skwarzawa
- Opłytna
- Papiernia
- Polany
- Przedrzymichy Małe
- Przedrzymichy Wielkie
- Ruda
- Ruda Krechowska
- Sarnówka
- Soposzyn
- Soroki
- Sośnina
- Stara Skwarzawa
- Szkolary
- Ternów
- Turynka
- Wiązowa
- Widrodżennia
- Wola Wysocka
- Zabród
- Załozy
- Zameczek
- Zawady